# 油须磨

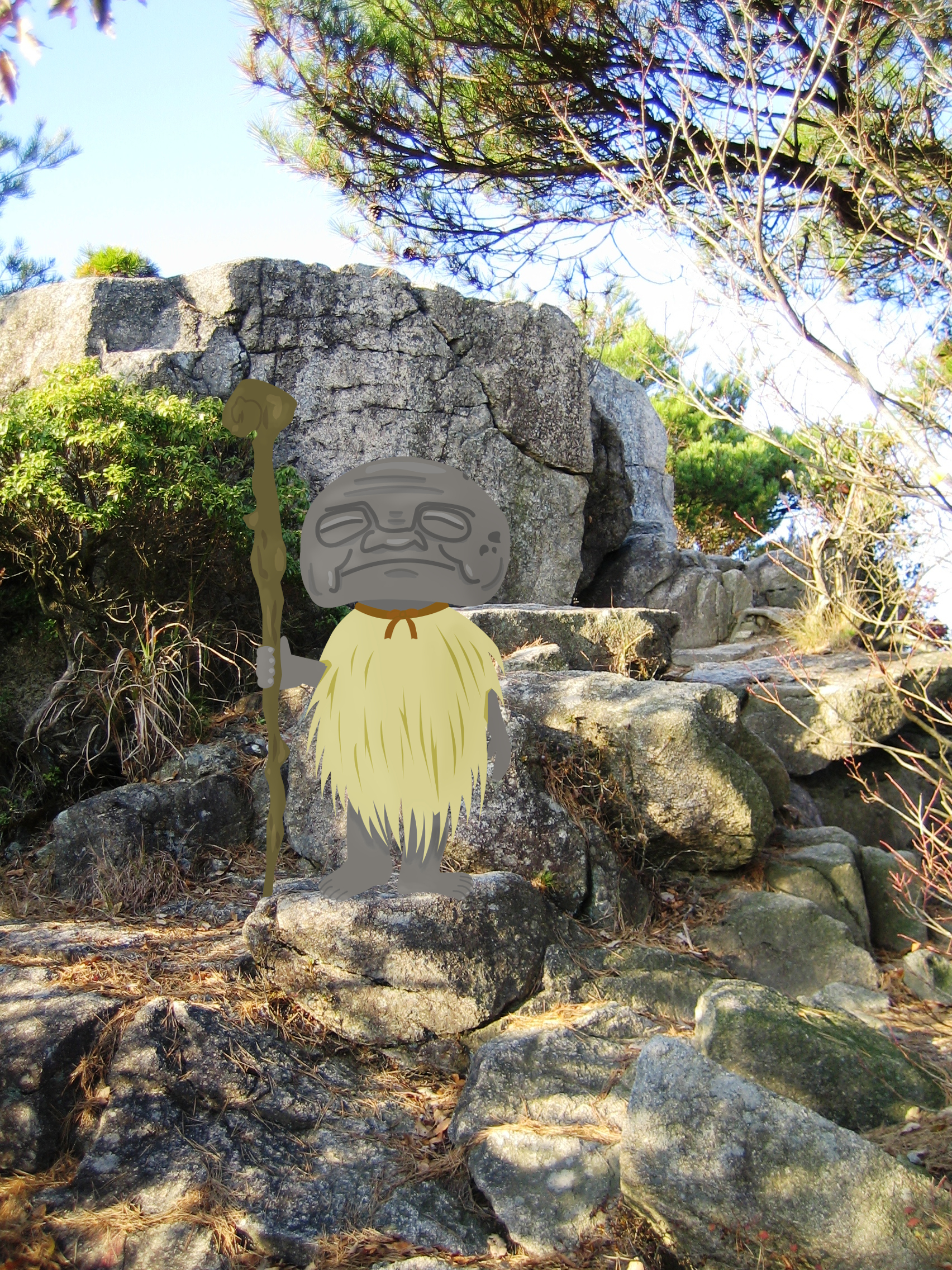
阿布拉武士的描述。

油须磨，又称为油灯怪、油压机（油すまし），是日本九州熊本县傳說的妖怪。最早在乡土学者滨田隆一的《天草岛民俗志》中出现。